# Vesikoureteral reflux
Vesikoureteral reflux, eller Urinreflux, innebär att urin backar från urinblåsan tillbaka upp genom urinledare, ibland så långt upp som mot njurarna.
Urinledarens väg till urinblåsan går delvis genom urinblåsans vägg, på ett sätt som gör att urinledaren skapar en tunnel igenom denna och ett slags valv på insidan av blåsan. Detta valv förhindrar att urin först upp genom urinledaren och vidare till njurarna.
Hos vissa barn kan valvet vara missformat eller urinledarens väg genom urinblåsans vägg för kort, vilket kan orsaka vesikoureteral reflux (urinreflux). Återflödet av urin utsätter såväl urinledaren som njurarna för en risk att infekteras av bakterier. En urinvägsinfektion som inte behandlas kan leda till skada och ärrbildning i njurarna, vilket resulterar i försämrad tillväxt av njuren samt högt blodtryck senare i livet.
Urinreflux behandlas vanligtvis med antibiotika, men i mer allvarliga fall kan ett kirurgiskt ingrepp krävas.